# هانا بارنز
هانا بارنز (بالإنجليزية: Hannah Barnes) (و. 1993  م) هي دراجة، من المملكة المتحدة، شاركت في دورة ألعاب الكومنولث 2014.

## سباقات أو مراحل فاز بها
| التاريخ       | السباق                                                        | المركز                                          |
| ------------- | ------------------------------------------------------------- | ----------------------------------------------- |
| 24 أبريل 2011 | Omloop van Borsele U19 2011                                   | الفائز في التصنيف العام                         |
| 01 يناير 2013 | Women's British Road Cycling Cup 2013                         | الفائز في التصنيف العام                         |
| 03 أغسطس 2013 | RideLondon-Classique 2013                                     |                                                 |
| 18 أبريل 2014 | 2014 Winston-Salem Cycling Classic                            | التاسع في التصنيف العام                         |
| 11 مايو 2014  | طواف النساء 2014                                              | الثامن في التصنيف العام                         |
| 10 يناير 2015 | 2015 Gran Prix San Luis Femenino                              | الفائز في التصنيف العام                         |
| 10 مايو 2015  | طواف أمجين كاليفورنيا للسيدات 2015                            | الأول في تصنيف أفضل شاب، الرابع في تصنيف النقاط |
| 21 يونيو 2015 | طواف النساء 2015                                              | الخامس في التصنيف العام                         |
| 22 مايو 2016  | طواف أمجين كاليفورنيا 2016                                    | السادس في تصنيف أفضل شاب                        |
| 19 يونيو 2016 | طواف السيدات 2016                                             | السادس في تصنيف أفضل شاب                        |
| 26 يونيو 2016 | سباق الطريق للسيدات في بطولة المملكة المتحدة 2016             | الفائز في التصنيف العام                         |
| 22 يونيو 2017 | سباق الدراجات ضد الساعة للسيدات في بطولة المملكة المتحدة 2017 |                                                 |
| 25 يونيو 2017 | سباق الطريق للسيدات في بطولة المملكة المتحدة 2017             |                                                 |
| 01 يناير 2018 | سيتمانا فالنسيا 2018                                          | الفائز في التصنيف العام                         |
| 28 يونيو 2018 | سباق الدراجات ضد الساعة للسيدات في بطولة المملكة المتحدة 2018 | الفائز في التصنيف العام                         |
| 27 يونيو 2019 | سباق الدراجات ضد الساعة للسيدات في بطولة المملكة المتحدة 2019 |                                                 |

## روابط خارجية
- هانا بارنز على موقع الاتحاد الدولي للدراجات (الإنجليزية)
- هانا بارنز على موقع أرشيف الدراجات (الإنجليزية)
- هانا بارنز على موقع إحصائيات الدراجات الإحترافية (الإنجليزية)
- هانا بارنز على موقع نسبة الدراجات (الإنجليزية)
- هانا بارنز على موقع CycleBase (الإنجليزية)
- هانا بارنز على موقع اتحاد ألعاب الكومنولث (مؤرشف) (الإنجليزية)